# Scott Morrison
Pour les articles homonymes, voir Scott Morrison (homonymie) et Morrison.
Scott Morrison, né le 13 mai 1968 à Sydney (Nouvelle-Galles du Sud), est un homme d'État australien. Membre du Parti libéral d'Australie, il est ministre des Finances de 2015 à 2018 et Premier ministre de 2018 à 2022.

## Situation personnelle
À l'issue d'un baccalauréat universitaire en sciences à l'université de Nouvelle-Galles du Sud (UNSW), il est directeur national d'un lobby et think tank défendant les intérêts des entreprises liées au domaine foncier de 1989 à 1995, puis directeur général adjoint d'un think tank et lobby pour les entreprises du domaine du tourisme jusqu'en 1996.
Il devient ensuite directeur général du Conseil du tourisme — agence publique chargée de la promotion touristique de l'Australie — jusqu'en 1998. Il quitte alors son pays pour la Nouvelle-Zélande, où il est nommé directeur du Bureau pour le Tourisme et les Sports.

## Ascension politique

### Débuts
Il revient en Australie en 2000. Membre du Parti libéral d'Australie (Libs), il en est le directeur pour l'État de Nouvelle-Galles du Sud jusqu'en 2004. Il retrouve alors la direction de Tourism Australia, le nouveau nom du Conseil du tourisme et la conserve jusqu'en 2006.
Il postule ensuite aux élections fédérales du 24 novembre 2007 dans la circonscription de Cook, un bastion libéral dans la banlieue de Sydney. Totalisant plus de 45 000 voix, il s'impose avec 52,4 % des suffrages exprimés, et 56,6 % des votes de préférence, tandis que le Parti travailliste australien (ALP) remporte le scrutin à l'échelle fédérale. Il enregistre alors un recul de l'ordre de six points par rapport à son prédécesseur au scrutin précédent, Bruce Baird.

### Ministre du cabinet fantôme
Il intègre en septembre 2008 le cabinet fantôme de Malcolm Turnbull, comme ministre du Logement et du Développement. Le 8 décembre 2009, il est désigné ministre fantôme de l'Immigration et de la Citoyenneté par Tony Abbott, qui prend la succession de Turnbull.
Il est facilement réélu en 2010 avec 57,9 % des premières voix et 62,7 % des préférences, puis en 2013 avec 60,4 % des premiers votes et 66,4 % des préférences.

### Ministre du gouvernement fédéral

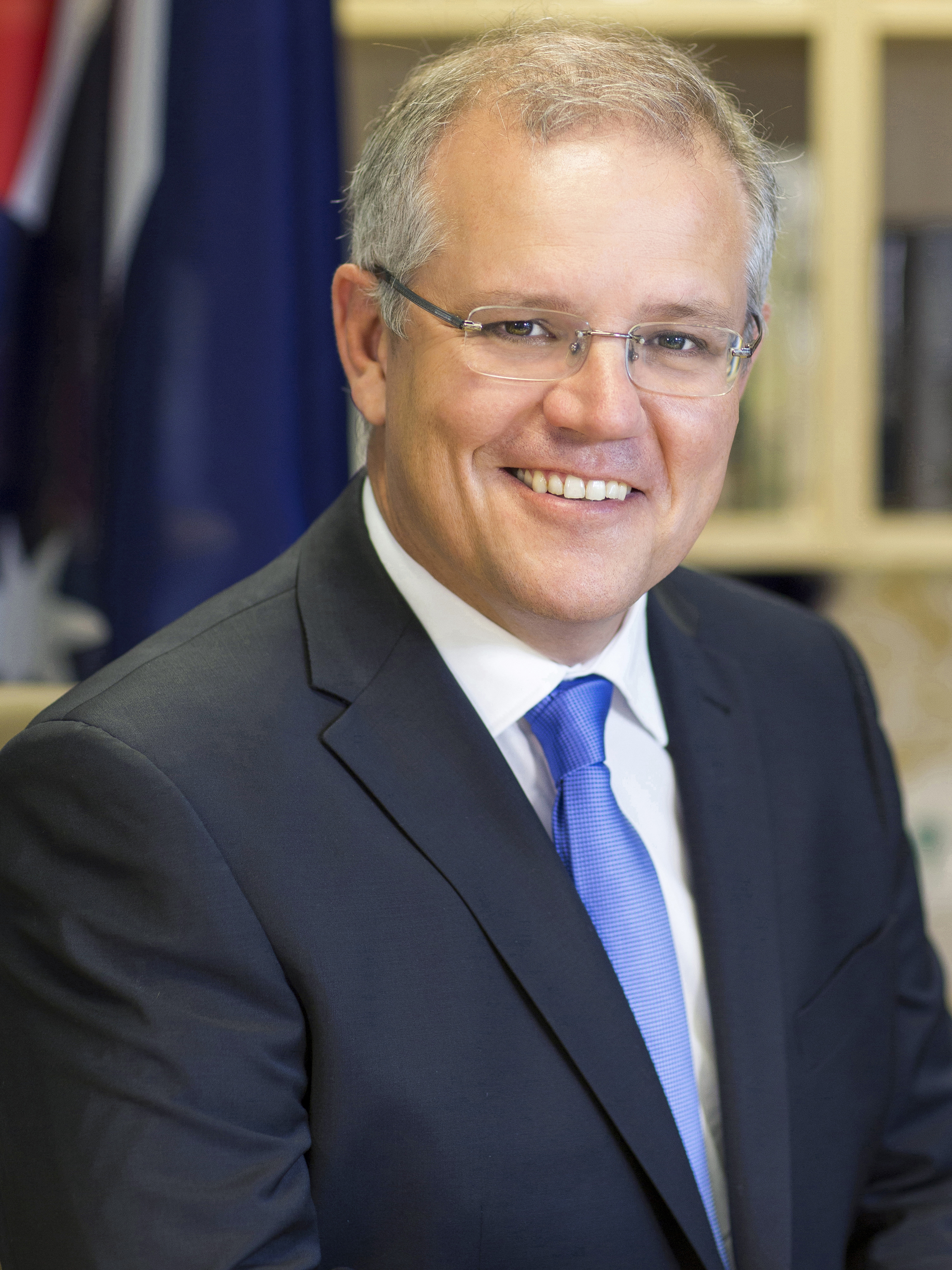
Scott Morrison en 2014.

Le 18 septembre 2013, Scott Morrison fait son entrée au gouvernement australien, désormais dirigé par Abbott. À 45 ans, il devient ministre de l’Immigration et de la Protection des frontières et siège au sein du cabinet. À ce poste, il met en place l’Operation Sovereign Borders (en français : opération Frontières souveraines) voulue par le chef du gouvernement et qui renforce les dispositions contre les migrants et demandeurs d'asile arrivant sans visa par bateau.
Il change de responsabilité lors du remaniement du 23 décembre 2014, occupant désormais les fonctions de ministre des Services sociaux. Peter Dutton lui succède comme ministre de l'Immigration.
Après que le ministre des Communications Malcolm Turnbull a renversé Abbott lors d'un vote interne du Parti libéral, il forme le 21 septembre 2015 son exécutif dans lequel Morrison est promu ministre des Finances (Treasurer of Australia). Après avoir été de nouveau réélu en 2016 avec 58,4 % des voix et 65,4 % des préférences, il est confirmé dans ses responsabilités. Chrétien évangélique, membre de l'aile droite du Parti libéral, Scott Morrison s'oppose sans succès à la légalisation du mariage homosexuel voulue par Malcolm Turnbull en 2016.

## Premier ministre

### Successeur de Malcolm Turnbull
Turnbull fait à son tour face à une rébellion interne en août 2018, en raison des mauvais sondages et de sa volonté de respecter l'accord de Paris sur le climat en inscrivant dans la législation australienne l'obligation d'une réduction de 26 % des émissions polluantes d'ici 2030. Bien qu'il l'emporte au premier vote, il est renversé trois jours plus tard, le 24 août et remet sa démission. Morrison est ensuite élu chef du Parti libéral par les parlementaires, avec 45 voix contre 40 pour Peter Dutton.

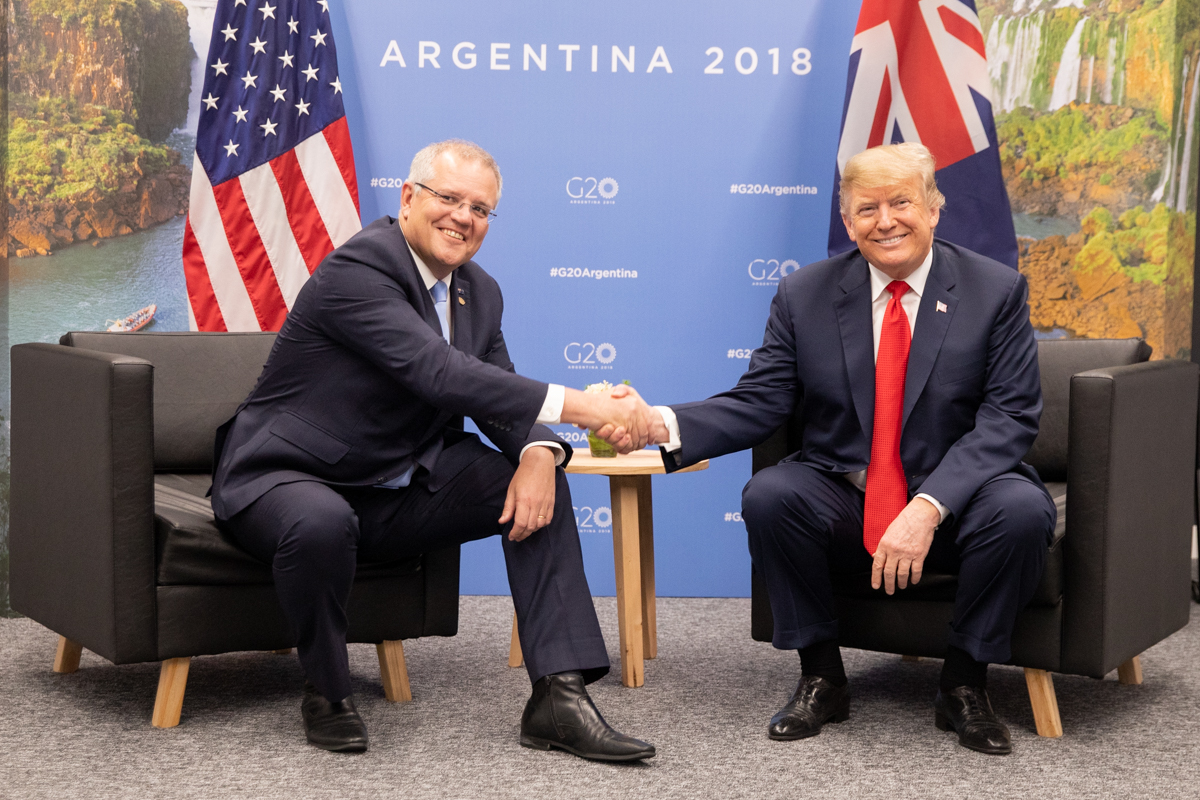
Scott Morrison et Donald Trump (novembre 2018).

Il est assermenté le jour même devant le gouverneur Peter Cosgrove à Canberra. Il promet alors de mener une politique de baisse de la fiscalité, affirmant que l'emploi est la meilleure forme possible d'État-providence. Indiquant ne pas avoir l'intention de convoquer des élections fédérales anticipées, il désigne le nouveau chef adjoint du parti Josh Frydenberg ministre des Finances et promet l'arrivée au pouvoir d'une nouvelle génération qui mettra fin aux divisions internes aux libéraux.

### Gouvernement minoritaire
Le 20 octobre 2018, à la suite de la démission de Malcolm Turnbull de son mandat de député et de la tenue d'une élection partielle dans sa circonscription de Wentworth, le gouvernement Morrison perd sa majorité absolue à la Chambre des représentants. Une partie des électeurs libéraux de la circonscription, déçus par l'éviction de Turnbull et hostiles à la politique environnementale de Morrison (faible implication sur la question du changement climatique, soutien à la poursuite de l'exploitation du charbon), ont refusé de voter pour le candidat libéral, ce qui a permis la victoire de la candidate sans étiquette Kerryn Phelps. Le gouvernement devient ainsi un gouvernement minoritaire, dépendant du soutien d'élus indépendants,.
Son gouvernement est très critiqué pour son désintérêt des questions environnementales et climatiques, préférant privilégier les intérêts de l’industrie du charbon et du secteur minier,.

### Victoire surprise aux élections générales
Chef de file de la Coalition aux élections fédérales anticipées de 2019, il subit pendant la campagne des critiques internes et plusieurs de ses ministres refusent de s'impliquer.
Contre toute attente, le centre-droit remporte le scrutin alors que la victoire semblait promise par les sondages à l'opposition travailliste. Cette victoire surprise renforce la place et le pouvoir de Morrison au sein de l'exécutif et de la majorité.

### Second mandat
En novembre 2019, des feux de brousse d'un nombre et d'une intensité sans précédent ravagent une partie des États de Nouvelle-Galles du Sud et du Queensland, détruisant quelque 150 foyers et faisant trois morts. Scott Morrison, partisan d'un accroissement de la production et de l'exportation du charbon, est critiqué par l’opposition lorsqu'il refuse d'évoquer le lien — reconnu par certains climatologues australiens — entre le changement climatique et cette catastrophe. Son vice-Premier ministre Michael McCormack répond pour sa part que le changement climatique n'est une préoccupation que des « tarés de gauche dans les centres urbains ».
À partir de 2020 Scott Morrison s'attribue en secret cinq portefeuilles ministériels (Santé, finances, ressources, intérieur et Trésor public). La plupart des ministres eux-mêmes n'ont pas été informés que leurs postes ont été doublonné. Révélée après le changement de gouvernement en 2022, cette situation cause une controverse sur les failles de la Constitution australienne qui ont permis à un homme de concentrer le maximum de pouvoirs sans avoir aucun compte à rendre.
En 2021, Scott Morrison doit faire face à la pression de pays alliés, le Royaume-Uni de Boris Johnson et les États-Unis de Joe Biden, pour agir contre le réchauffement climatique. Il laisse alors entendre qu'il songerait à viser une réduction à zéro des émissions nettes de carbone de l'Australie pour 2050. Au sein de son gouvernement de coalition, le Parti national réagit négativement : le 21 juin, le parti limoge son propre chef, le vice-Premier ministre Michael McCormack, l'accusant de ne pas s'être opposé assez fermement à cette perspective, et son nouveau dirigeant, Barnaby Joyce, est chargé par le parti de freiner les avancées contre le réchauffement climatique. De nombreux responsables de la coalition conservatrice entretiennent des liens étroits avec l’industrie minière et nient l’existence du changement climatique ou cherchent à en minimiser les conséquences. Le Premier ministre annonce par la suite ne pas fixer d’objectifs en matière de neutralité carbone.
Le 16 septembre 2021, Scott Morrison annonce avec le Premier ministre britannique Boris Johnson et le président américain Joe Biden le lancement du partenariat AUKUS, une alliance stratégique et militaire tripartite visant notamment à contrer les activités de la Chine dans le bassin Indo-Pacifique. Cet accord permettra à l'Australie de devenir, grâce à des technologies américaines, le septième pays au monde à disposer à terme de sous-marins à propulsion nucléaire navale. Dans le même temps, l'Australie annule au dernier moment un grand contrat d'achat de sous-marins français à propulsion diesel-électrique, ce qui déclenche une crise diplomatique avec la France. Scott Morrison est personnellement mis en cause par la partie française. Emmanuel Macron l'accuse le 31 octobre de lui avoir « menti ». Le ministre des Affaires étrangères, Jean-Yves Le Drian, estime lors de son départ que « les actes posés au moment où ils ont été posés étaient d'une brutalité et d'un cynisme, et je serais même tenté de dire d'une incompétence notoire ».
Il annonce début 2022 augmenter les effectifs de l'armée australienne de quelque 30 % d’ici à 2040 pour un coût de près de 40 milliards de dollars australiens. Selon lui, il s’agit de « la plus forte augmentation » des effectifs des forces de défense « en temps de paix dans l’histoire de l’Australie ».

### Après le pouvoir
En mai 2022, Scott Morrison perd face à Anthony Albanese aux élections législatives de 2022, mettant fin à neuf années de gouvernement conservateur en Australie. Sa défaite serait principalement due à son inaction concernant le réchauffement climatique, dont les effets se sont fait lourdement ressentir en Australie ces dernières années, ainsi qu'à son attitude querelleuse en matière de gouvernance et aux accusations de malhonnêteté le visant,. D'autre part, alors que les enjeux environnementaux ont été l'un des thèmes les plus clivants pendant la campagne électorale, le gouvernement a tenté de repousser la sortie après les élections d'un rapport sur l'état de la biodiversité dans l'océan face au réchauffement climatique.
Il annonce le 23 janvier 2024 son intention de démissionner de son mandat de parlementaire et se retirer de la vie politique le mois suivant, afin de se concentrer sur sa carrière dans le secteur privé.

### Vie privée
Il est chrétien évangélique pentecôtiste, et père de deux filles, Lily et Abbey Morrison. Il est membre d’Horizon Church, affiliée aux Assemblées de Dieu.